# Pterodroma alba
El petrel de las Fénix (Pterodroma alba), también denominado fardela de las Fénix, es una especie de ave procelariforme de la familia de los proceláridos y del género Pterodroma. Se reproduce en islas del océano Pacífico sur.

## Distribución y hábitat
Se extiende por el océano Índico y el océano Pacífico, reproduciéndose en: Tonga, las Phoenix, las islas de la Línea, las Marquesas, el archipiélago Tuamotu, y las islas Pitcairn. También cuenta con registros de reproducción en Tonga y en islas de Nueva Zelanda, pero ha dejado de hacerlo en ellas.

## Taxonomía
Esta especie monotípica fue descrita originalmente por el naturalista alemán Johann Friedrich Gmelin en el año 1789, bajo el nombre científico de: Procellaria alba. Su localidad tipo es: «isla Turtle e isla de Navidad». Pterodroma magentae podría ser una subespecie de P. alba.

## Conservación
Pterodroma alba está categorizada como «En Peligro» en la Lista Roja de especies amenazadas que crea y difunde la Unión Internacional para la Conservación de la Naturaleza (UICN). Las amenazas para esta especie provienen de la explotación por parte de los humanos, la continua pérdida de hábitat reproductivo, una población total numéricamente pequeña, y la depredación por especies invasoras que los humanos han introducido en las islas donde se reproduce, persiguiendo ese objetivo, o de manera accidental.